# Manfred Hufgard
Manfred Hufgard (* 6. Dezember 1939) ist ein ehemaliger deutscher Fußballspieler. Von 1960 bis 1963 absolvierte der Offensivspieler in der damals erstklassigen Oberliga Nord für den VfV Hildesheim 76 Ligaspiele und erzielte dabei 38 Tore. Von 1963 bis 1967 schlossen sich bei Hildesheim (von 1963 bis 1965) und von 1965 bis 1967 bei SV Arminia Hannover bei dem auf allen Angriffspositionen im damaligen WM-System einsetzbaren Stürmer in der zweitklassigen Regionalliga Nord weitere 89 Pflichtspiele mit 49 Toren an, davon 60 Spiele mit 28 Toren für den VfV Hildesheim und 29 Spiele und 21 Tore für den SV Arminia Hannover.

## Laufbahn
Zur Runde 1959/60 kam der Angreifer Manfred Hufgard aus Hannover vom Stadtteilverein SpVgg Niedersachsen Döhren in die Amateurmannschaft von VfV Hildesheim. Mit Hildesheim II gewann er auf Anhieb mit 51:5 Punkten in der Amateurliga 5 die Meisterschaft und stieg mit den VfV-Amateuren in die Amateur-Oberliga Ost auf. Nach der Runde wurde der torgefährliche Angreifer wie auch seine bisherigen Mannschaftskollegen Karl-Heinz Rinaldi und Paul Scholemann in den Vertragsspielerkader des VfV übernommen und spielte somit ab der Saison 1960/61 in der Oberliga Nord. Zudem wurden auch noch mit Gerd Bohnsack und Ernst-August Künnecke zwei Akteure aus der Amateurmannschaft von Hannover 96 von den Rot-Weißen neu unter Vertrag genommen.
Der von der Presse etwas schnippisch als „Tante Hilde“ bezeichnete VfV startete in die Saison 1960/61 mit einem 3:0-Heimerfolg gegen den VfR Neumünster. Hufgard agierte als Mittelstürmer und wurde im Angriff von Spielführer Leo Zimmermann, Dieter Thun, Künnecke und Bohnsack eingerahmt. Am zweiten Rundenspieltag, den 21. August, erzielte er bei einem 2:2-Auswärtsremis bei Eintracht Braunschweig seinen ersten Treffer in der Oberliga Nord. Am dritten Spieltag, den 28. August, der VfV gewann mit 2:0 das Heimspiel gegen den späteren Vizemeister Werder Bremen, folgte sein zweites Oberligator. Am siebten Spieltag, den 25. September 1960, der Nordserienmeister Hamburger SV gewann sein Heimspiel gegen die Hildesheimer Gäste deutlich mit 6:3, erzielte der junge Angreifer erstmals einen Doppelpack in der Oberliga, den er im nachfolgenden Spieltag, beim 3:2-Heimerfolg gegen Altona 93, wiederholte. Nach acht Spieltagen hatte der Oberligadebütant acht Tore für den VfV erzielt. Im Sport Magazin wurde nach den Spielen gegen den VfB Lübeck (2:0) Anfang November und gegen Holstein Kiel (1:2) Mitte Dezember über den hoffnungsvollen Stürmer in den Spielberichten festgehalten, dass er „förmlich die Torchancen riecht“ beziehungsweise ein „energischer, technisch und mit gutem Schussvermögen versehener Angreifer“ wäre. Bei der 2:8-Heimpleite am 8. Januar 1961 gegen die „Rothosen“ des HSV war er nicht dabei. Vom 29. Januar 1961 bis 23. April hatte er eine Torflaute zu überstehen und schloss die Runde am 30. April 1961 mit einem Treffer zum 2:2-Heimremis gegen den FC St. Pauli ab. Neben dem 17-fachen Torschützen Dieter Thun zeichnete sich Hufgard mit 13 Treffern für Hildesheim aus und der VfV belegte den 8. Rang am Rundenende.
Der Höhepunkt der VfV-Erfolgsgeschichte stellte aber die Runde 1961/62 dar. In das Weltmeisterschaftsjahr 1962 waren Hufgard und Kollegen am 6. August 1961 mit einem 3:1-Auswärtserfolg beim SC Concordia Hamburg gestartet. Der neu vom VfR Osterode gekommene Stürmer Heiner Klose führte sich mit zwei Treffern ein. Spätestens nach dem 1:0-Auswärtserfolg gegen Werder Bremen am 10. September 1961 durch einen Treffer des 33-jährigen Spielführers Zimmermann gehörte Hildesheim zu den Aspiranten für den Kampf um die Spitzenplätze im Norden. Am 13. Spieltag, den 5. November 1961, empfing Hildesheim den mit 22:0 Punkten souveränen Tabellenführer Hamburger SV. Mit 26.000 Zuschauern wurde der Zuschauerrekord im Friedrich-Ebert-Stadion aufgestellt. Zimmermann brachte seine Mannschaft mit zwei Treffern mit 2:0 in Führung und Fred Winkelmann gelang das Tor zum 3:0-Endstand. Hildesheim war im Angriff mit Zimmermann, Claus Winkelmann, Klose, Hufgard und Fred Winkelmann angetreten. Klose führte am Rundenende die interne Torschützenliste mit 19 Treffern an, dahinter folgten Claus Winkelmann mit 12, Thun und Hufgard jeweils mit elf Treffern. Persönlich hatte Hufgard im DFB-Pokal beim 3:2-Heimerfolg am 28. Juli 1962 gegen Westfalia Herne einen großen Tag: Er zeichnete sich als dreifacher Torschütze gegen Nationalmannschaftstorhüter Hans Tilkowski dabei aus und wurde damit zum Matchwinner.
Als Belohnung für das Erreichen des 3. Platzes traten die Bischofsstädter im Intertotocup der Serie 1962/63 gegen Pécsi Dózsa, Blauw Wit Amsterdam und Velez Mostar an. Im letzten Jahr des alten erstklassigen Oberligasystems, 1962/63, belegte der VfV ohne den zu Werder Bremen gewechselten Halbstürmer Thun den achten Rang und Hufgard führte wieder mit 13 Treffern die interne Torschützenliste an. Der letzte Oberligaspieltag wurde am 29. April 1963 durchgeführt. Hildesheim gewann mit 3:2 Toren bei Altona 93 und Hufgard hatte in der 58. Minute den VfV mit seinem Treffer zur zwischenzeitlichen 3:0-Führung geschossen. Er hatte 28 von 30 Ligaspielen absolviert. Nach der neuen Ligaeinteilung zur Serie 1963/64 musste Hildesheim danach in der zweitklassigen Fußball-Regionalliga Nord antreten. Er trat noch in zwei Runden für Hildesheim in der Regionalliga Nord an und erzielte in 60 Ligaeinsätzen 28 Tore. In seiner letzten Runde mit Hildesheim, 1964/65, hielt er mit seinen 18 Toren den VfV fast alleine in der Klasse. Er erzielte jeweils zwei Treffer gegen Victoria Hamburg (3:2), Arminia Hannover (4:0), Bremerhaven 93 (3:2) und den VfB Lübeck (2:2) und drei Tore beim Rückspiel gegen den VfB Lübeck beim 4:0-Heimerfolg. Die besten Zeiten von Hildesheim waren aber vorbei und der VfV musste sich mit hinteren Plätzen im Mittelfeld zufriedengeben. Zur Saison 1965/66 schloss er sich dem Rivalen Arminia Hannover an.
Die „Blauen“ von Arminia Hannover hatten zwar 1964 mit Lothar Ulsaß einen herausragenden Spielmacher und Torschützen verloren und im Sommer 1965 die weiteren Abgänge von Gerhard Elfert, Helmut Kafka und Uwe Witt zu verkraften, aber mit Klaus Forbrig, Jürgen Gruppe, den Brüdern Hans und Willi Langemann, Meinhardt Messner und Günter Weis immer noch Leistungsträger im Kader, womit in der Regionalliga Nord zu bestehen war. In der Elf vom Bischofsholer Damm war Hufgard mit 21 Treffern unbestrittener Torschütze vom Dienst; es reichte aber unter Trainer Horst Witzler lediglich zum 6. Rang. Beim 8:0-Heimerfolg gegen Bremerhaven 93 zeichnete sich Hufgard mit sechs und beim 6:2-Auswärtserfolg gegen Bergedorf 85 mit vier Treffern aus. Verletzungsbedingt konnte der torgefährliche Angreifer 1966/67 nur noch zwei Spiele bestreiten und beendete im Sommer 1967 seine höherklassige Spielerlaufbahn.
Beim FC Stern Misburg ist noch eine Station im Amateurbereich notiert.